# Juarez Teixeira
Juarez Teixeira (ur. 20 września 1928 w Blumenau) – brazylijski piłkarz występujący na pozycji napastnika.

## Kariera klubowa
Karierę piłkarską Juarez rozpoczął w klubie Palmeiras Blumenau w 1948 roku. W latach 1949–1950 grał w Olímpico Blumenau. Z Olímpico zdobył mistrzostwo stanu Santa Catarina – Campeonato Catarinaense w 1949 roku. W latach 1951 i 1952 występował w klubach Jabaquara Santos i Ferroviário Kurytyba. Z Ferroviário zdobył mistrzostwo stanu Parana – Campeonato Paranaense w 1953 roku. W latach 1954–1955 grał w klubach Paraná i Caxias.
Kolejnym jego klubem w karierze było Grêmio Porto Alegre, gdzie grał w latach 1956–1960 i 1962–1963. Z Grêmio siedmiokrotnie zdobył mistrzostwo stanu Rio Grande do Sul – Campeonato Gaúcho w 1956, 1957, 1958, 1959, 1960, 1962 i 1963 roku. Jako zawodnik Grêmio zdobył tytuł króla strzelców ligi stanowej Rio Grande do Sul. W 1961 roku występował w argentyńskim klubie Newell’s Old Boys Rosario.

## Kariera reprezentacyjna
W reprezentacji Brazylii Juarez zadebiutował 1 marca 1956 w wygranym 2-1 meczu z reprezentacją Chile podczas Mistrzostw Panamerykańskich, które Brazylia wygrała. Na turnieju w Meksyku wystąpił w dwóch meczach z Chile i Meksykiem.
Cztery lata później ponownie wystąpił w Mistrzostwach Panamerykańskich, na których Brazylia zajęła drugie miejsce. Na turnieju w Kostaryce wystąpił w pięciu meczach z Meksykiem, Argentyną (bramka), Meksykiem, Kostaryką (2 bramki) i Argentyną, który był jego ostatnim meczem w reprezentacji.